# Нзінґа Мбанді
Нзінґа Мбанді (бл. 1583 — 17 грудня 1663) — 7-й нгола (володар) незалежної держави Ндонго в 1624—1626 і 1657—1663 роках, 3-й нголо держави Матамба в 1631—1663 роках. Відома також як Анна I.

## Життєпис

### Молоді роки
Старша донька Мбанді а Нголи та його наложниці Кенгели ка Нкомбе. Народилася близько 1583 року. 1592 році її батько стає нголо Ндонго. Здобула військову підготовку, з дитинства брала участь у військових кампаніях батька. Згодом долучалася до нарад та ритуалів. Від католицьких місіонерів вивчили португальську мову, вміла читати й писати. Вийшла заміж за представника династії з Матамби, від кого мала сина.
1617 року після смерті батька трон перейняв її брат Нгола Мбанді, який став побоюватися Нзінґи та її сина. Тому наказав останнього вбити, а саму сестру стерилізувати. Невдовзі вона втекла до держави Матамба.
1621 року на запрошення брата повернулася до Ндонго, очоливши посольство до Жоао Корреї де Соуза, португальського губернатора Луанди. Тут вела себе як представник незалежної держави, зокрема відмовилася від європейського одягу, сіла в присутності губернатора на імпровізований стілець. В результаті зуміла домовитися про укладання миру, за яким Ндонго визнавалося самостійною державою, їй поверталися загарбані португальцями землі. Натомість португальські торгівці отримали безперешкодну можливість просуватися шляхами Ндонго. Також Нзінґа хрестилася в Луанді, прийнявши ім'я Анна де Соуза.
Втім 1623 року племена імбангали знову почали війну проти Ндонго, завдавши поразки Нголи Мбанді, який втік із столиці. 1624 року той помер за суперечливих обставин, за поширеною версією сама Нзінґа його отруїла. В результаті влада в державі перейшла до неї.

### Панування
З самого початку стикнулася з ворожістю португальців. Останні підтримали претендента на трон Харі а Кілуандже, вуйка Нзінґи. Проти правительки також виступило плем'я імбангали, яке створила власну держави на прикордонні Ндонго — Касандже. За цих обставин португальці захопили Маупунгу, де створили васальну державу на чолі із Нгоно а Арі, зведеним братом Нзінґи (відомим як Жуан I). Зрештою Нзінґу 1626 року було повалено з трону Ндонго. Вона втекла до Матамби, де 1627 року зреклася християнства.
1629 року виступила проти Мвонго, правительки Матамби, завдавши поразки і поваливши її 1631 року. Саму Нзінґу було оголошено нголо Матамби. У 1634—1635 роках відбулася війна з Касандже. яку змушено було визнати зверхність Нзінґи. 1639 року почалися мирні перемовини з Португалією, які втім не мали успіху.
У 1641 році загони Голландської Вест-Індійської компанії у союзі з королівством Конго захопили в португальців Луанду. Невдовзі вона також уклала союз з голландцями. За цим вона перенесла свою столицю до Каванги (в північній частини Ндонго), звідки посилила напади на португальців.
1644 року завдала португальському загону поразки у битві біля Нголеме, але 1646 року сама зазнала поразки у битві біля Каванги. Тут в полон потрапила її сестра Кіфунджі з листами, в яких викривався союз Матамби і Конго. Тому португальці стратили Кіфунджі. 1647 року отримала від голландців війська, за допомогою яких в битві біля Комбі завдала рішучої поразки португальцям. За цим звільнила від супротивника більшість земель уздовж річки Кванза, взявши в облогу фортецю Масангано. Але невдовзі останні під проводом Сальвадора Корреї де Са відвоювали Луанду, внаслідок чого Нзінґа втратила голландську допомогу. 1648 року вона відступила до Матамби, розпочавши партизанську війну.
1656 року знову навернулася до християнства. 24 листопада 1657 року уклала мирну угоду з Португалією, за якою повернула собі трон держави Ндонго.
Зосередилася на відродження господарства Ндонго та розвитку Матамби. В першій сприяла піднесенню землеробства, в другій — торгівельних шляхів з огляду нас приятливе географічне становище на вході до Центральної Африки.
Іншою турботою було питання спадкоємництва. Нзінґа не бажала передавати трон Нзінгі Моні, вождю імбангали, тому домовилася, щоб її сестра Барбара вийшла заміж за Жоао Гутьєреша з клану Нгола Каніні.
В останні роки вимушена була придушувати заколоти Касандже та попереджувати спроби португальців її вбити. Разом з тим значну увагу приділяла християнізації населення, зводила церкви, насамперед собор Санта-Марія-де-Матамба.
Померла Нзінґа Мбанді (Анна I) 1663 року. Трон спадкувала її сестра Барбара.

## Пам'ять
- центральна вулиця Луанди названа її ім'ям, де також 2002 року споруджено її статую. Часто біля статуї відбуваються весілля, особливо в четвер і п'ятницю.
- Національний резервний банк Анголи випустив серію монет на честь Нзінґи.
- 2013 року створено фільм «Нзінґа: королева Анголи».